# Lijst van grote Zuid-Koreaanse steden
Dit is een lijst van grote steden in Zuid-Korea.

## Meer dan 2 miljoen
- Seoel - 10.183.700
- Busan - 3.655.350
- Incheon - 2.590.860
- Daegu - 2.520.680

## Meer dan 1 miljoen
- Daejeon - 1.451.790
- Gwangju - 1.402.450
- Ulsan - 1.084.880
- Suwon - 1.034.730

## Meer dan 500.000
- Seongnam - 984.260
- Goyang - 893.370
- Bucheon - 854.350
- Yongin - 677.660
- Ansan - 670.880
- Cheongju - 628.150
- Anyang - 625.430
- Jeonju - 623.060
- Hwaseong - 539.522
- Pohang - 508.050
- Cheonan - 506.790
- Changwon - 504.120

## Meer dan 200.000
- Gimhae - 436.640
- Namyangju - 433.059
- Jeju - 408.364
- Uijeongbu - 401.929
- Siheung - 384.693
- Pyeongtaek - 378.202
- Gumi - 370.673
- Jinju - 337.974
- Gwangmyeong - 330.116
- Iksan - 320.759
- Yeosu - 303.122
- Wonju - 286.763
- Gyeongju - 276.204
- Gunpo - 275.492
- Suncheon - 270.416
- Gunsan - 264.328
- Paju - 255.080
- Chuncheon - 254.492
- Mokpo - 242.166
- Geoje - 230.964
- Gangneung - 225.461
- Gyeongsan - 222.024
- Yangsan - 218.691
- Gimpo - 207.291
- Chungju - 206.776
- Icheon - 204.331
- Asan - 203.292

## Meer dan 100.000
- Yangju - 199.956
- Osan -194.775
- Guri - 194.537
- Anseong - 180.900
- Andong - 168.009
- Seosan - 161.610
- Pocheon - 157.684
- Seogwipo - 153.241
- Dangjin - 151.013
- Gwangyang - 150.565
- Uiwang - 150.379
- Hanam - 148.122
- Tongyeong - 140.140
- Jecheon - 137.317
- Gimcheon - 135.421
- Nonsan - 127.056
- Gongju - 124.359
- Sejong - 122.263
- Jeongeup - 120.114
- Sacheon - 114.654
- Yeongju - 114.446
- Miryang - 109.087
- Boryeong - 106.106
- Sangju - 104.652
- Yeongcheon - 103.174